# تمارا إليزابيث
تمارا إليزابيث (بالإنجليزية: Tamara Elizabeth)‏ (من مواليد 7 مايو 1959، في تشاتانوغا، تينيسي) وهي عالمة أمريكية ورائدة فضاء سابقة في وكالة ناسا.

## تعليمها
حضر تمارا مدرسة سانتا الثانوية في سانتا ف سبرينغس (كاليفورنيا). تخرجت في عام 1977. التحقت تمارا بجامعة ستانفورد، حيث حصلت على درجة البكالوريوس في الفيزياء في عام 1981 وفي العلوم الهندسية في عام 1983 في جامعة كاليفورنيا (بركلي). درست علم الفلك في عام 1985 وفي عام 1988 حصلت على درجة الدكتوراه في فيزياء الفضاء وعلم الفلك من جامعة رايس.

## عملها في ناسا
بدأت تمارا عملها في ناسا للفضاء في عام 1986 وتقاعدت في عام 2001. كانت أول رحلة لها إلى الفضاء في 5 يونيو 1991. طارت في خمس بعثات في برنامج مكوك الفضاء (ثلاثة في كولومبيا وواحدة في كل من إنديفور وديسكفري) وسجلت 1512 ساعة في الفضاء. في آخر مهمة لها في ديسكفري في عام 1999 ، قامت بنشاط خارج المركبة لمدة 7 ساعات و 55 دقيقة.

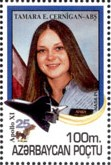
تمارا إليزابيث عام 1995.

## حياتها الشخصية
تقيم تمارا حاليا في بليسانتون بولاية كاليفورنيا. وهي متزوجة ولديها طفل يسمى جيفري.